# Warburg (Adelsgeschlecht)

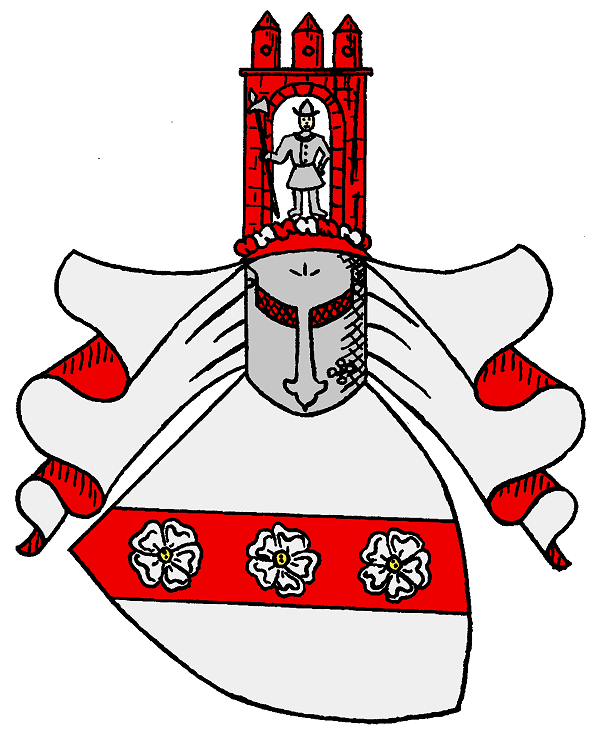
Wappen derer von Warburg

Warburg ist der Name eines Adelsgeschlechts, das zum mecklenburgischen Uradel zählte.

## Geschichte
Nach Gustav von Lehsten kam das Geschlecht aus der Altmark nach Mecklenburg. Als Ursprungsort wird Wahrburg bei Stendal vermutet. In Mecklenburg erscheint es erstmals am 13. Juni 1244 urkundlich mit dem Ritter Hinricus de Warborch. Die Stammreihe beginnt mit dem Ritter Hermann von Warburg, der am 15. Mai 1298 urkundlich auftritt. Die Familie gehört zu den Unterzeichnern der Union der Landstände von 1523 und war über Jahrhunderte im Land Stargard begütert. Ihr ältester Besitz in Mecklenburg war Ballin, heute Ortsteil von Lindetal, schon ab 1389 das Gut Quadenschönfeld, heute Ortsteil von Möllenbeck (bei Neustrelitz), und Stolpe (Mecklenburg), das zunächst Nebengut von Quadenschönfeld war und 1837 selbständiger Besitz  von Hellmut von Warburg wurde. Um 1775 war die Familie im „Rittersaal“ des Neubrandenburger Rathauses mit gemaltem Wappen vertreten. Im Dobbertiner Einschreibebuch finden sich die Eintragungen von fünf Töchtern von 1854–1868 aus Quadenschönfeld zur Aufnahme in das adelige Damenstift im Kloster Dobbertin.

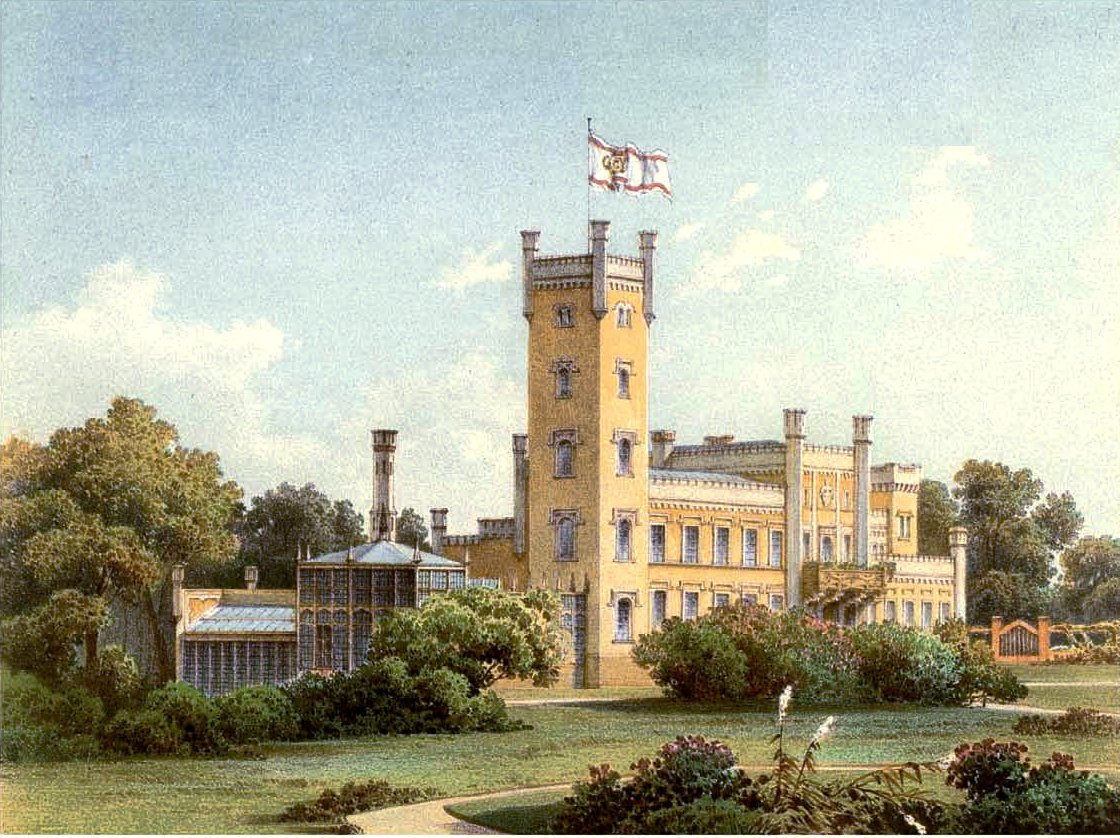
Warburg House in Hohenlandin in der Sammlung Alexander Duncker 1861/62

Zum Ende des 19. Jahrhunderts starb die Familie in Mecklenburg aus. Stolpe wurde Teil des großherzoglichen Domaniums, und Quadenschönfeld kam 1883 an die Familie von Bernstorff.
Der von Friedrich Wilhelm von Warburg begründete Zweig siedelte sich in Hohenlandin, heute Ortsteil von Schwedt/Oder, in der Uckermark an. Sein Sohn Wilhelm Georg von Warburg (1820–1885) ließ hier Warburg House im Tudorstil erbauen. 1865 verkaufte er das Anwesen und zog nach Dresden.

## Wappen

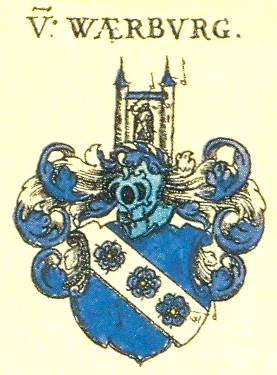
Wappen derer von Warburg in Siebmachers Wappenbuch 1605 (korrekt gespiegelt)

Das Wappen zeigt im silbernen Feld einen mit drei silbernen Rosen belegten schrägrechten roten Balken. Auf dem Helm mit rot-silbernen Decken eine dreitürmige rote Burg, in deren Tor ein Geharnischter steht.
Siebmachers Wappenbuch von 1605 zeigt das Wappen spiegelverkehrt und mit anderer Tingierung: In einem blauen Feld einen schräglinken silbernen Balken, belegt mit drei sechsblättrigen blauen Rosen. Auf dem Helm mit blau-silbernen Decken über einem Wulst eine zweitürmige silberne Burg mit blauen Dächern, in deren Tor der Geharnischte steht.

## Vertreter
- Ernst Friedrich Wilhelm von Warburg (1765–1835), preußischer Generalmajor[10]